# Fundacja Nadzieja
Fundacja Archidiecezji Warszawskiej Pomocy Bezrobotnym i Biednym Nadzieja
Fundacja non-profit działająca na rzecz zmniejszenia bezrobocia oraz skutków społecznych jakie ono niesie, przede wszystkim ubóstwa. 
Organizacja pozarządowa, posiada status organizacji pożytku publicznego.
Powołana w czerwcu 2003 roku w Warszawie i zarejestrowana w Sądzie rejonowym dla m.st. Warszawy (XIX wydział Gospodarczy Krajowego Rejestru Sądowego). Z Fundacją współpracują także dwa zamiejscowe ośrodki w Grójcu i w Płońsku.

## Powstanie
Idea powołania Fundacji zrodziła się "wysoko nad ziemią, w niebie" - jak nieco humorystycznie mawia bp Piotr Jarecki - "gdy w samolocie po raz pierwszy spotkałem się z Panem Davidem Thomasem. Tam rozmawialiśmy o formach pomocy osobom bezrobotnym, osobom biednym, w Polsce i w Wielkiej Brytanii. Pan Thomas mówił o brytyjskiej fundacji Prince's Trust, oferującej wsparcie takim osobom i doszliśmy do wniosku, że warto taką inicjatywę przeszczepić na polską ziemię".

## Misja Fundacji
Misją Fundacji Nadzieja jest:
- pobudzanie, wspomaganie i promowanie rozwoju oddolnej przedsiębiorczości, zwłaszcza wśród osób bezrobotnych, które nie mogą liczyć na pomoc z żadnego innego źródła.

W realizacji swej misji Fundacja podejmuje następujące działania:
- udzielanie pomocy osobom bezrobotnym, jak również innym osobom fizycznym i osobom prawnym zamierzającym podjąć działalność gospodarczą;
- udzielania pomocy małym przedsiębiorstwom;
- prowadzenie działalności informacyjnej i publicystycznej mającej na celu wspieranie i promowanie rozwoju przedsiębiorczości;
- współpraca z krajowymi oraz zagranicznymi organizacjami i instytucjami o celach zbliżonych do misji Fundacji;
- skupianie wokół idei rozwoju przedsiębiorczości przedstawicieli władz państwowych, samorządowych, polityków oraz osób z życia publicznego

## Udzielana pomoc

### Formy pomocy
- pożyczkowa

W ramach funduszu rozwoju przedsiębiorczości powołanego przez Fundację udzielono jednorazowo kilkunastu pożyczek dla osób bezrobotnych, z przeznaczeniem na podjęcie działalności gospodarczej. Pożyczki te zostały wkrótce przekształcone w bezzwrotne granty, zasilając kapitałowo nowo powstałe firmy.
- szkoleniowa

Fundacja cyklicznie prowadzi projekty szkoleniowe, zarówno autorskie jak i na zlecenie. Tematyka szkoleń ukierunkowana jest na osoby planujące podjęcie działalności gospodarczej i obejmuje szereg zagadnień związanych z tym przedsięwzięciem: aspekty psychologiczne, aspekty prawne, marketing, księgowość, biznesplan, restrukturyzacja, wsparcie kapitałowe, wsparcie komputerowe prowadzonej działalności.
- doradcza

Przy Fundacji działa stały punkt konsultacyjno-doradczy. Korzystający z doradztwa spotyka się z indywidualnym doradcą, który udziela wyczerpujących informacji na temat zasad podejmowania i prowadzenia działalności gospodarczej oraz pomaga w przygotowaniu wniosku o dofinansowanie.
- stypendialna

Celem funduszu stypendialnego jest indywidualne wspieranie młodzieży, która pomimo trudnych warunków materialnych potrafi osiągać znaczące sukcesy w nauce i działalności społecznej. Fundacja przyznaje roczne stypendia, przeznaczone na rozwój zainteresowań oraz postaw prospołecznych młodzieży.

### Beneficjenci pomocy
- bezrobotni - osoby posiadające własny pomysł na biznes i planujące założenie własnej firmy i ale potrzebują fachowego doradztwa, szkoleń, a niekiedy również wsparcia psychologicznego. Są to beneficjenci pomocy pożyczkowej, szkoleniowej i doradczej.
- osoby fizyczne i osoby prawne zamierzające podjąć działalność gospodarczą - osoby także posiadające własny pomysł na biznes, ale potrzebujące wsparcia doradczego, głównie w zakresie pozyskania kapitału. Są to beneficjenci pomocy doradczej.
- mali przedsiębiorcy - przedsiębiorstwa znajdujące się w fazie organizacyjnej lub rozpoczynające działalność gospodarczą, poszukujące możliwości wsparcia doradczego, kapitałowego. Są to beneficjenci pomocy doradczej.
- młodzież - uczniowie osiągający świetne wyniki w nauce, którzy pomimo bardzo trudnej sytuacji materialnej rozwijają swoje talenty i udzielają się w życiu społecznym, a potrzebują wsparcia, np. na zakup pomocy naukowych. Są to beneficjenci pomocy stypendialnej.

## Władze Fundacji

### Rada Fundatorów (Fundatorzy)
- bp Piotr Jarecki, przewodniczący Rady, wikariusz generalny Archidiecezji Warszawskiej
- o. Kazimierz Lorek, prowincjał Zgromadzenia Księży świętego Pawła - Ojców Barnabitów w Polsce
- David Thomas, Przewodniczący Brytyjsko-Polskiej Izby Handlowej

Rada Fundatorów stanowi organ nadzorczy. Do jej zadań należy m.in.:
- nadzór nad działalnością Zarządu Fundacji
- wskazywanie Zarządowi Fundacji poprzez uchwały pożądanych kierunków działalności

### Zarząd Fundacji
- Jan Kabicz, Prezes Zarządu
- ks. Marian Raciński

Zarząd Fundacji to organ wykonawczy. Do jego zadań należy m.in.:
- wdrażanie uchwał Rady Fudatorów
- nadzorowanie bieżącej działalności organizacji
- zarządzanie majątkiem Fundacji
- przygotowywanie programów działania
- prowadzenie polityki kadrowej

### Rada Programowa
- Jarosław Dąbrowski, Prezes Zarządu banku DnB NORD
- Marek Goliszewski, prezes Business Centre Club
- Marek Górski, prezes Polskiego Towarzystwa Prywatyzacyjnego
- Marek Kamiński, Dyrektor Biura Finansów Krajowej Izby Gospodarczej
- Piotr Kamiński, Wiceprezes Zarządu banku PKO BP S.A.
- Włodzimierz Nahorny, kompozytor i muzyk jazzowy
- Ewa Tomaszewska, Senator RP, Członek Prezydium Komisji Krajowej NSZZ „Solidarność”
- Andrzej M. Wilk, założyciel i prezes stowarzyszenia Internet Society Poland
- Jerzy Woy-Wojciechowski, prezes Polskiego Towarzystwa Lekarskiego
- Tadeusz Zając, Dyrektor Wojewódzkiego Urzędu Pracy w Warszawie
- Jerzy Zieliński, Prezes Zarządu LOTTOMERKURY Sp. z o.o.

Rada Programowa stanowi organ doradczy. Do jej zadań należy m.in.:
- opiniowanie przedstawionych przez Zarząd Fundacji programów działania
- doradzanie Zarządowi Fundacji co do wyboru pożądanych kierunków działalności